# Nurscia
Genre
Synonymes
- Boroamia Kishida, 1931
- Euxinella Drensky, 1938

Nurscia est un genre d'araignées aranéomorphes de la famille des Titanoecidae.

## Distribution
Les espèces de ce genre se rencontrent en écozone paléarctique.

## Liste des espèces
Selon World Spider Catalog (version 25.0, 22/03/2024) :
- Nurscia albofasciata (Strand, 1907)
- Nurscia albomaculata (Lucas, 1846)
- Nurscia albosignata Simon, 1874
- Nurscia minuscula Zamani & Marusik, 2024
- Nurscia sequerai (Simon, 1893)

## Systématique et taxinomie
Ce genre a été décrit par Simon en 1874 dans les Dictynidae. Il est placé dans les Titanoecidae par Lehtinen en 1967.
Euxinella a été placé en synonymie par Lehtinen en 1967.
Boroamia a été placé en synonymie par Ono et Ogata en 2009.

## Publication originale
- Simon, 1874 : Les arachnides de France, Paris, vol. 1, p. 1-272.